# Ludmila Richterová
Ludmila Richterová (* 7. März 1977 in Košice, Tschechoslowakei) ist eine ehemalige tschechische Tennisspielerin.

## Karriere
1993 gewann sie das Juniorinnenturnier der Australian Open im Doppel an der Seite von Joana Manta. Im Finale besiegten sie Åsa Carlsson/Cătălina Cristea mit 6:3 und 6:4. Im Einzel erreichte sie das Achtelfinale.
Auf der WTA Tour gewann sie ein Einzeltitel und auf dem ITF Women’s Circuit waren es drei Einzel- und zwei Doppeltitel.
Für die tschechische Fed-Cup-Mannschaft bestritt sie von 1994 bis 1998 sechs Partien, von denen sie eine gewann.

## Turniersiege

### Einzel
| Nr. | Datum        | Turnier     | Kategorie   | Belag | Finalgegnerin       | Ergebnis      |
| --- | ------------ | ----------- | ----------- | ----- | ------------------- | ------------- |
| 1.  | 20. Mai 1995 | Bournemouth | WTA Tier IV | Sand  | Patricia Hy-Boulais | 6:7, 6:4, 6:3 |

## Abschneiden bei Grand-Slam Turnieren

### Einzel
| Turnier         | 1994 | 1995 | 1996 | 1997 | 1998 | Bilanz | Karriere |
| --------------- | ---- | ---- | ---- | ---- | ---- | ------ | -------- |
| Australian Open | —    | 1    | 3    | 1    | —    | 2:3    | 3        |
| French Open     | 3    | 1    | 1    | 1    | —    | 2:4    | 3        |
| Wimbledon       | 1    | 1    | 1    | 1    | —    | 0:4    | 1        |
| US Open         | 1    | 1    | 1    | 2    | 1    | 1:5    | 2        |

### Doppel
| Turnier         | 1997 | Bilanz | Karriere |
| --------------- | ---- | ------ | -------- |
| Australian Open | 1    | 0:1    | 1        |
| French Open     | —    | 0:0    | —        |
| Wimbledon       | —    | 0:0    | —        |
| US Open         | 1    | 0:1    | 1        |